# Костромское сельское поселение
Костромское сельское поселение — муниципальное образование в составе Мостовского района Краснодарского края России.
В рамках административно-территориального устройства Краснодарского края ему соответствует Костромский сельский округ.
Административный центр — станица Костромская.

## Население
| 2010  | 2012  | 2013  | 2014  | 2015  | 2016  | 2017  |
| ----- | ----- | ----- | ----- | ----- | ----- | ----- |
| 1780  | ↘1721 | ↘1700 | ↘1681 | ↘1677 | ↘1645 | ↗1653 |
| 2018  | 2019  | 2020  | 2021  | 2023  |       |       |
| ↗1658 | ↗1677 | ↗1681 | ↗1716 | ↘1698 |       |       |

## Населённые пункты
В состав сельского поселения (сельского округа) входят 2 населённых пункта:
| № | Населённый пункт | Тип населённого пункта | Население (чел.) |
| - | ---------------- | ---------------------- | ---------------- |
| 1 | Костромская      | станица                | ↘1772            |
| 2 | Ульяново         | хутор                  | ↘8               |